# La Badosa de Baix
La Badosa de Baix és una obra de la Vall de Bianya (Garrotxa) inclosa a l'Inventari del Patrimoni Arquitectònic de Catalunya.

## Descripció
La Badosa de Baix és un casal massís, amb planta rectangular -i molts cossos afegits- i teulat a dues aigües amb els vessants vers les façanes principals. Disposa de planta baixa -amb petites obertures per la ventilació dels corrals del ramat-, primer pis -destinat a habitatge- i les golfes. Va ser bastit amb pedra petita, fent excepció de les que componen els cantoners. A un extrem de la casa destaca una bonica eixida de dos pisos. Damunt la porta principal podem veure la següent llinda: "JOAN [+] BADOSA/1[]7[]8".
Destaca la fornícula, a un costat del menjador. Format per una àmplia curculla d'estuc i actualment no s'hi venera cap imatge.
A la Vall d'en Bac hi havia hagut dos oratoris més, un al casal dels Llongarriu i l'altre a la casa de La Coma.

## Història
En un manuscrit de la Seu de Girona, anomenat "Cases delmeres", consta que l'any 1573 foren cedits al rei els delmes de la casa Badosa, del terme de Sant Feliu del Bac, la qual cosa, fins aleshores, es feia al cambrer de l'abadia de Vilabertran.